# Apamea basimacula
Apamea basimacula är en fjärilsart som beskrevs av Jean Baptiste Boisduval 1835. Apamea basimacula ingår i släktet Apamea och familjen nattflyn. Inga underarter finns listade i Catalogue of Life.